# Aphthona pallida
Aphthona pallida là một loài bọ cánh cứng trong họ Chrysomelidae. Loài này được Bach miêu tả khoa học năm 1856.